# Félix Porteiro

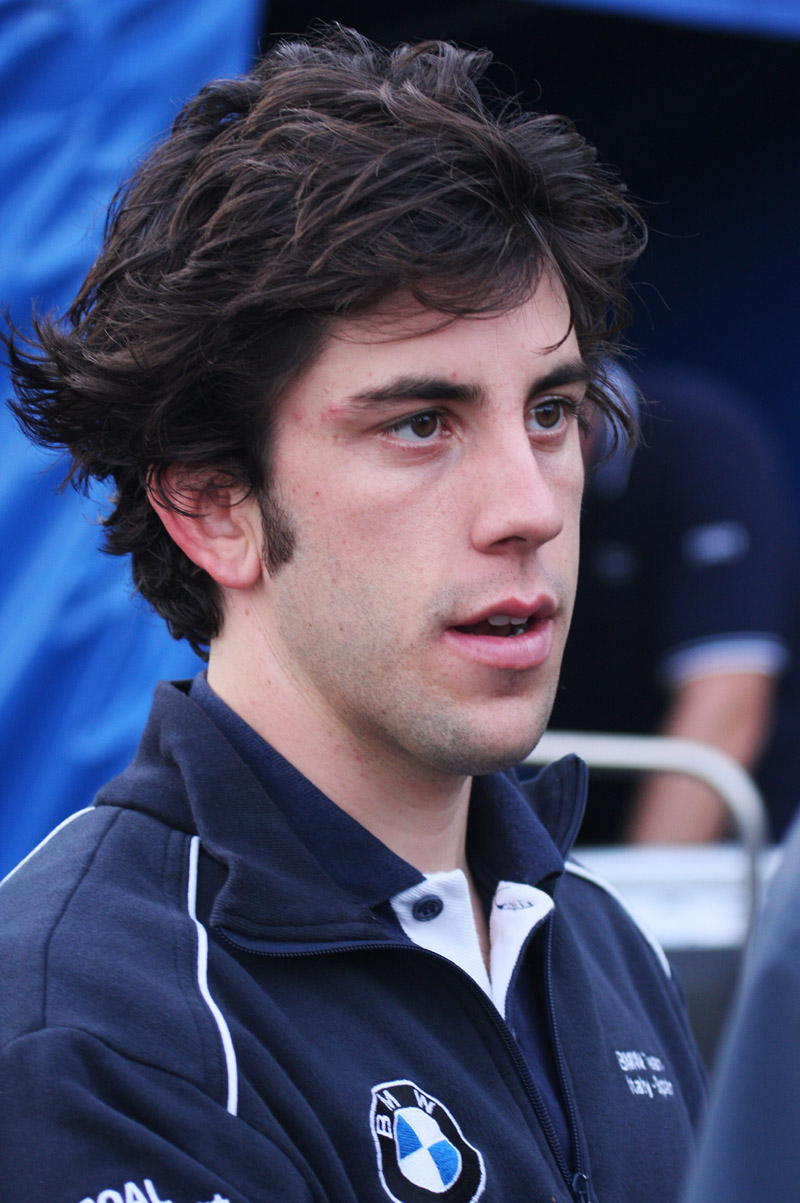
Félix Porteiro, 2008

Félix Porteiro (* 26. August 1983 in Madrid) ist ein spanischer Automobilrennfahrer.

## Karriere
Félix Porteiro fuhr von 1997 bis 2000 in diversen Kartsport-Serien. 2001 wechselte er in die spanische Formel-3-Meisterschaft und wurde Gesamtvierter. Nach drei Jahren in den Formel Nissan, dort ohne größeren Erfolg, und einer ebenfalls erfolglosen Saison 2006 in der GP2-Serie wechselte Porteiro Ende 2006 in die Tourenwagen-Weltmeisterschaft. Dort gelangen im in der Saison 2006 und 2007 2 Siege, davon einer 2007 in Brünn. Von 2006 bis 2008 startete Porteiro für das BMW Team Italy-Spain als Partner von Alex Zanardi. Er wurde Ende 2008 durch den Gewinner der Independent Trophy Sergio Hernandez ersetzt. 2009 wechselte Porteiro seinerseits in die Independent Trophy, wo er für das Team Scuderia Proteam Motorsport antrat; ebenfalls auf einem BMW 320 si. Trotz 7 Klassensiegen und 16 Podiumsergebnissen sowie dem Vizemeistertitel in der Wertung musste er Ende der Saison sein Engagement in der Serie beenden.
2012 trat er in der GT-Light Klasse der Copa d´Éspagna an, wobei ihm bei 6 Läufen 3 Podiumsergebnisse gelangen.
Ein Comeback im Rennsport im Rahmen der Asiatischen Le Mans Serie 2022/23 an Bord des 99 Racing Oreca LMP2 an der Seite von Ben Barnicoat und Nikita Masepin scheiterte durch eine rückwirkende Umstufung seiner Fahrerklassifikation von Bronze zu Silber.